# Internationale Luchthaven Cuneo
Cuneo International Airport, ook wel Cuneo Levaldigi Airport of Turin Cuneo Airport genoemd door sommige prijsvechters, is een vliegveld in het noordwestelijk gedeelte van Italië dat Cuneo, Turijn en Piedmont bedient. Het is het secundaire vliegveld van Piedmont, na Turin Airport.

## Faciliteiten
Het vliegveld ligt op een hoogte van 386 meter (1.267 voet) boven zeeniveau. Het heeft 1 baan in de richting 03/21 van asfalt met de afmetingen 2.104 meter × 45 meter (6.903 voet × 148 voet).

## Vliegmaatschappijen en bestemmingen
| Vliegmaatschappij | Bestemming                            |
| ----------------- | ------------------------------------- |
| Aegean Airlines   | Seizoenscharter: Rodos                |
| Air Arabia Maroc  | Casablanca                            |
| KLM               | Amsterdam                             |
| Mistral Air       | Tirana Seizoenscharter: Alghero, Bari |
| Ryanair           | Cagliari Seizoenscharter: Trapani     |
| TUI fly Belgium   | Marrakesh                             |